# Leslie Stephen
Leslie Stephen, född den 28 november 1832 i Kensington, död den 22 februari 1904 i London,  var en brittisk författare. Han var bror till James Fitzjames Stephen samt far till Virginia Woolf och Vanessa Bell.
Stephen studerade till präst i Cambridge, blev prästvigd, men ägnade sig på grund av ändrad åskådning i stället åt litteraturen och var en flitig bidragare till tidningar och tidskrifter. Han fick 1902 adlig värdighet. Hans fängslande skildring av Schweiz fjäll, Play-ground of Europe (1871; ny upplaga 1894), utkom samtidigt med, att han blev redaktör av Cornhill Magazine, som han fortsatte att leda till hösten 1882, då han övertog utgivningen av Dictionary of national biography, som han av hälsoskäl lämnade 1891. I besittning av djup och mångsidig lärdom samt skarpt, kritiskt omdöme, skrev Stephen ett stort antal betydande verk i litteratur, psykologi, filosofi och biografi, varvid han framträdde som tänkare vid sidan av Mill och Spencer. Stephen ägnade sig särskilt åt etiken och intar inom denna en evolutionistisk och utilitarisk ståndpunkt. Den lycka och nytta, som är våra handlingars mål, skall ytterst hänföras varken till individerna eller till samhället som en summa av sådana, utan till samhället som organism, i vars "sociala vävnader" envar har att inta sin bestämda plats. Bland hans skrifter märks: Hours in a library (3 band, 1874, 1876, 1879), Essays on freethinking and plain speaking (1873; ny upplaga 1879), History of english thought in the eighteenth century (1876; ny upplaga 1881), The science of ethics (1882; ny upplaga 1907), Life of Fawcett (1885), An agnostic's apology (1893), Life of sir James Fitzjames Stephen (1895), Social rights and duties (1896), Studies of a biographer (4 band, 1898–1902) och The english utilitarians (1900) med flera. Han skrev även smärre essayer över Johnson, Pope, Jonathan Swift och andra engelska författare samt var verksam som utgivare. Stephens Letters, Essays literary and critical (10 band) och Essays in ecclesiastical biography (2 band) utgavs 1907. Stephens biografi skrevs av F.W. Maitland (1906).